# Saitini
Saitini è una tribù di ragni appartenente alla Sottofamiglia Euophryinae della Famiglia Salticidae dell'Ordine Araneae della Classe Arachnida.

## Distribuzione
I 14 generi oggi noti di questa tribù hanno una diffusione cosmopolita.

## Tassonomia
A dicembre 2010, gli aracnologi riconoscono 14 generi appartenenti a questa tribù:
- Caribattus Bryant, 1950 — Giamaica (1 specie)
- Ilargus Simon, 1901 — Brasile, Guyana, Venezuela (4 specie)
- Jotus L. Koch, 1881 — Australia, Nuova Zelanda (8 specie)
- Lauharulla Keyserling, 1883 — Tahiti, Australia (2 specie)
- Lycidas Karsch, 1878 — Australia, Cina (20 specie)
- Maeota Simon, 1901 — Brasile (1 specie)
- Maeotella Bryant, 1950 — Giamaica, Hispaniola (1 specie)
- Maratus Karsch, 1878 — Australia (6 specie)
- Parajotus Peckham & Peckham, 1903 — Africa (3 specie)
- Parasaitis Bryant, 1950 — Giamaica (1 specie)
- Prostheclina Keyserling, 1882 — Australia orientale (7 specie)
- Saitis Simon, 1876 — cosmopolita (30 specie)
- Saitissus Roewer, 1938 — Nuova Guinea (1 specie)
- Salpesia Simon, 1901 — Australia, Isole Seychelles (5 specie)